# Mo härad
Mo härad var ett härad i nordvästra Jönköpings län och Småland. Större delen hörde ursprungligen till Västergötlands lagsaga, men överfördes senast 1568 till Smålands lagsaga. Häradet motsvarar idag delar av Jönköpings kommun, Gnosjö kommun,  Vaggeryds kommun och Gislaveds kommun. Häradets areal uppgick till 979 km², varav land 931 km². 1930 fanns här 6 532 invånare.  Tingsställe var från 1725 till 1891 Norra Unnaryd, innan dess hölls förhandlingarna i Mårtentorps by i Öreryds socken. Från 1891 till 1971 var tingsstället Jönköping.

## Namnet
Häradsnamnet skrevs 1259 Moaherath. Det står troligen för genitiv plural av mo som betyder "sand" eller "barrskog på sandmark", det vill säga "sandmarkens härad".

## Socknar
Mo härad omfattade ursprungligen socknarna:
I Jönköpings kommun
- Angerdshestra socken (före 1887 del i Tveta härad)
- Bottnaryds socken (före 1895 en del i Redvägs härad och en del i Vartofta härad)
- Mulseryds socken
- Norra Unnaryds socken

I Gislaveds kommun
- Norra Hestra socken (före 1887 del i Kinds härad)
- Stengårdshults socken
- Valdshults socken
- Öreryds socken

Till dessa ursprungliga socknar tillkom: 
I Gnosjö kommun
- Källeryds socken från Västbo härad 1752
- Åsenhöga socken från Östbo och Västbo härader 1869

I Vaggeryds kommun
- Bondstorps socken från Östbo härad 1870

## Geografi
Häradet var beläget i västra Småland kring ån Nissans övre lopp. Trakten är bergig och skogbevuxen med många mindre sjöar och våtmarker.
Enda sätesgård var Gunillabergs herrgård i Bottnaryds socken.

## Län, fögderier, tingslag, domsagor och tingsrätter
Socknarna ingick och ingår i Jönköpings län där mindre delar av två socknar före 1887/1895 ingick i Älvsborgs län och Skaraborgs län. Församlingarna tillhör(de) Skara stift (de åtta ursprungliga socknarna) och Växjö stift (de tre tillförda socknarna).
Häradets socknar hörde till följande fögderier:
- 1720-1945 Tveta, Vista och Mo fögderi, dock bara från 1870 för Bondstorps, Källeryds och Åsenhöga socknar som tidigare hört till Östbo fögderi (Bondstorp och Åsenhöga) och Västbo fögderi (Källeryd). Stengårdshults socken hörde mellan 1720 och 1752 till Östbo fögderi
- 1946-1990 Jönköpings fögderi med undantag enligt nedan
- 1946-1990 Värnamo fögderi för Bondstorps, Källeryds och Åsenhöga socknar
- 1967-1990 Reftele fögderi för Stengårdshults, Norra Hestra,  Öreryds och Valdshults socknar

Häradets socknar tillhörde följande tingslag, domsagor och tingsrätter:
- -1890 Mo tingslag inom domsagorna
  - 1680-1762 Tveta, Mo och Västra häraders domsaga
  - 1763-1768 Mo domsaga
  - 1769-1780 Tveta, Mo och Västra häraders domsaga
  - 1780-1799 Tveta och Mo häraders domsaga
  - 1799-1890 Tveta, Vista och Mo domsaga
- 1891-1970 Tveta, Vista och Mo domsagas tingslag, dock från 1952 ej socknarna Bondstorp, Källeryd och Åsenhöga,  inom domsagan
  - Tveta, Vista och Mo domsaga
- 1952-1970 Östbo och Västbo domsagas tingslag för socknarna Bondstorp, Källeryd och Åsenhöga inom domsagan
  - Östbo och Västbo domsaga

- 1971-2005 Värnamo tingsrätt och domsaga dock ej
- 2005- Jönköpings tingsrätt och domsaga (redan från 1971 för

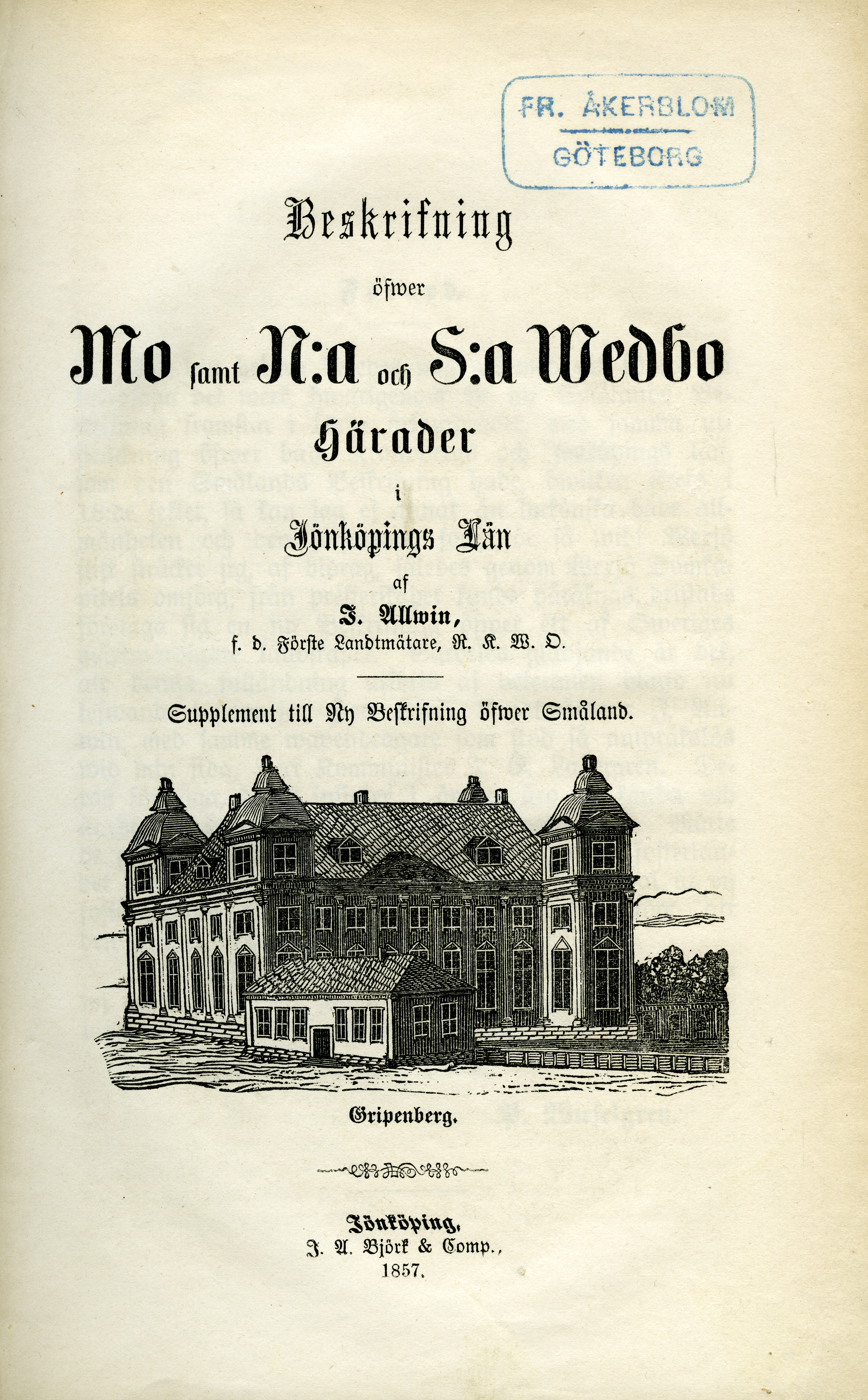
En beskrivning av bland annat Mo härad från 1857.